# Огаста (Мэн)
Ога́ста (англ. Augusta [ɔˈgʌstə, əˈgʌs-]) — город на северо-востоке США, столица штата Мэн и округа Кеннебек. При переписи населения 2010 года население составляло 19 136 человек, в 2000 году оно составляло 18 560 человек. Это третий город-столица штата по наименьшему количеству человек после Монтпилиера и Пирра. Огаста расположена на реке Кеннебек. В городе находится Университет штата Мэн в Огасте.

## История
Первые колонисты начали осваивать места, где стоит нынешний город, в начале XVII века. В 1625 году здесь, на берегу реки Кеннебек, появилось долговременное поселение торговцев-англичан из Плимутской колонии, называвшееся Кушнок, но через 32 года оно было оставлено жителями из-за набегов индейцев. Посёлок оставался пустым на протяжении 75 лет.

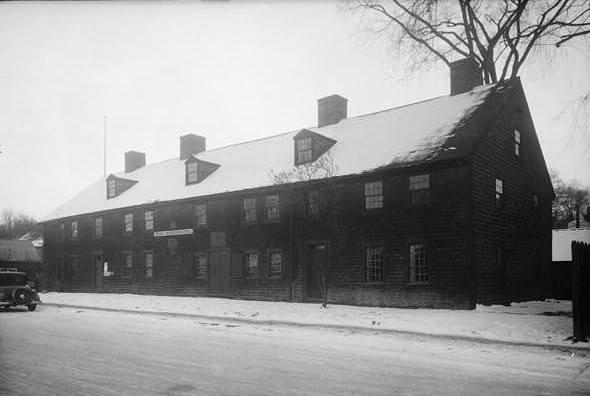
Форт-Уэстерн

В 1722 году набег племени абенаков разрушил Брансуик и нанёс серьёзный ущерб Ричмонду. В ходе ответного наступления англичане разрушили главную деревню абенаки, Нориджвук, и взяли под контроль территорию в бассейне реки Кеннебек. Войскам требовались пункты снабжения, и в 1754 году здесь был построен деревянный форт (в настоящее время - старейший из сохранившихся деревянных фортов на территории США). В 1771 году поселение официально вошло в состав города Холлоуэлл. Форт послужил местом сосредоточения войск Бенедикта Арнольда перед началом неудачного похода в Квебек.
В августе 1797 года город был переименован в Огасту, по названию месяца август и одновременно в честь Августы Диборн, дочери известного политического и военного деятеля тех лет Генри Диборна, 5-го по счёту военного министра США. Огаста стала центром вновь образованного округа Кеннебек в 1799 году. В 1820 году Мэн стал 23-м по счёту американским штатом, и Огаста была выбрана его столицей, однако реально столичные функции город стал выполнять с 1832 года, когда было окончено сооружение капитолия.

## География и климат

### Географические сведения
Огаста находится 44°19′25″ с. ш. 69°45′55″ з. д., что делает город самой восточной столицей штата в США. Согласно бюро переписи населения США, общая площадь города 150,9 км², из которых, 143,4 км² земля, и 7,5 км² (4,98 %) вода.
Через город протекают два ручья и река Кеннебек. Огаста расположена в высшей точке, которую достигает прилив.

### Климат
Огаста находится в зоне умеренно континентального климата. Лето тёплое, дождливое, часто душное, зима холодная, ветреная и снежная. Весной и осенью часты резкие изменения погоды в зависимости от направления ветра — с океана или с материка.
| Показатель                    | Янв.  | Фев.  | Март  | Апр.  | Май  | Июнь | Июль | Авг. | Сен. | Окт. | Нояб. | Дек.  | Год   |
| ----------------------------- | ----- | ----- | ----- | ----- | ---- | ---- | ---- | ---- | ---- | ---- | ----- | ----- | ----- |
| Абсолютный максимум, °C       | 16,1  | 15,5  | 29,4  | 32,2  | 34,4 | 36,6 | 37,2 | 37,7 | 35,5 | 29,4 | 23,3  | 19,4  | 37,7  |
| Средний суточный максимум, °C | −2,3  | −0,0  | 4,7   | 11,7  | 18,5 | 23,3 | 26,2 | 25,6 | 20,9 | 14,0 | 7,3   | 0,9   | 12,6  |
| Средняя температура, °C       | −6,9  | −4,8  | 0,0   | 6,7   | 12,8 | 17,9 | 21,0 | 20,2 | 15,6 | 9,2  | 3,3   | −3,1  | 7,6   |
| Средний суточный минимум, °C  | −11,5 | −9,5  | −4,6  | 1,6   | 7,1  | 12,5 | 15,6 | 14,8 | 10,3 | 4,3  | −0,6  | −7,2  | 2,7   |
| Абсолютный минимум, °C        | −30   | −30,5 | −23,8 | −12,7 | −3,3 | 0,0  | 6,1  | 3,8  | −2,2 | −6,1 | −15,5 | −26,1 | −30,5 |
| Норма осадков, мм             | 66    | 61    | 85    | 96    | 93   | 90   | 86   | 84   | 94   | 110  | 110   | 82    | 1062  |
| Источник: NWS                 |       |       |       |       |      |      |      |      |      |      |       |       |       |

## Население
Согласно переписи 2010 года в Огасте проживало 19 136 человек, имелось 8 802 домохозяйства и 4 490 семей.
Расовый состав населения:
- белые - 94,1%
- латиноамериканцы - 1,8%
- азиаты - 1,5%
- афроамериканцы - 1,1%
- индейцы - 0,7%

Среднегодовой доход на душу населения - 19 145 долларов США. Средний возраст горожан - 43,2 года. Уровень преступности средний.
Изменение численности населения с 1800 года по 2010 год:

## Экономика и транспорт

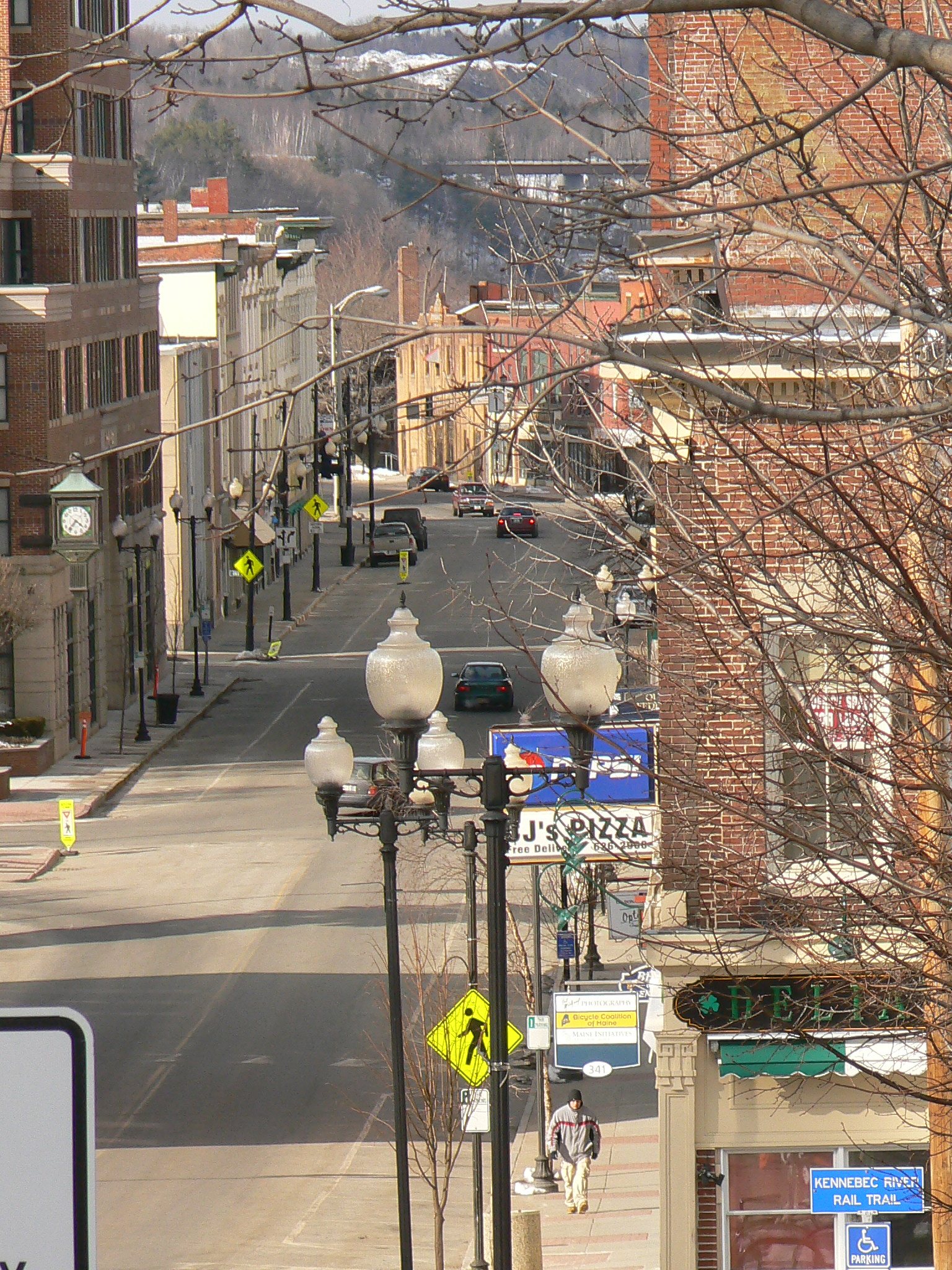
Центр города

Как и в большинстве столиц штатов, основным в экономике Огасты является сектор государственного управления, представленный множеством учреждений федерального, штатного и муниципального уровня. Также имеются предприятия целлюлозно-бумажной и деревообрабатывающей отраслей, пищевой промышленности. В городе есть несколько отделений банков и страховых компаний.
В городе есть пять государственных, одна частная школа, один колледж (Университет штата Мэн в Огасте), и две публичные библиотеки.
Ближайший к Огасте пассажирский аэропорт с регулярным сообщением находится в Портленде, международный аэропорт - в Бостоне.
Пассажирское железнодорожное сообщение через Огасту не осуществляется, ближайшая ж/д станция находится в Брансуике.
Через Огасту проходит межштатное шоссе I-95 и скоростная дорога US 201.

## Достопримечательности
- Форт-Уэстерн — старейший из сохранившихся в США деревянных фортов[6].
- Капитолий штата Мэн.
- В Огасте находится единственный в мире памятник Саманте Смит.
- Дом Блейна — дом 1833 года постройки, действующая резиденция губернатора штата Мэн.